# Gratallops
Gratallops ist eine Gemeinde im Süden Kataloniens mit 229 Einwohnern (Stand: 2024) und liegt in der Provinz Tarragona und der Comarca Priorat. 

## Lage
Gratallops liegt etwa 38 Kilometer westnordwestlich von Tarragona in einer Höhe von ca. 300 m. 

## Bevölkerungsentwicklung
| Jahr      | 1970 | 1981 | 1991 | 2001 | 2011 | 2021 |
| Einwohner | 296  | 275  | 246  | 233  | 264  | 237  |

## Sehenswürdigkeiten

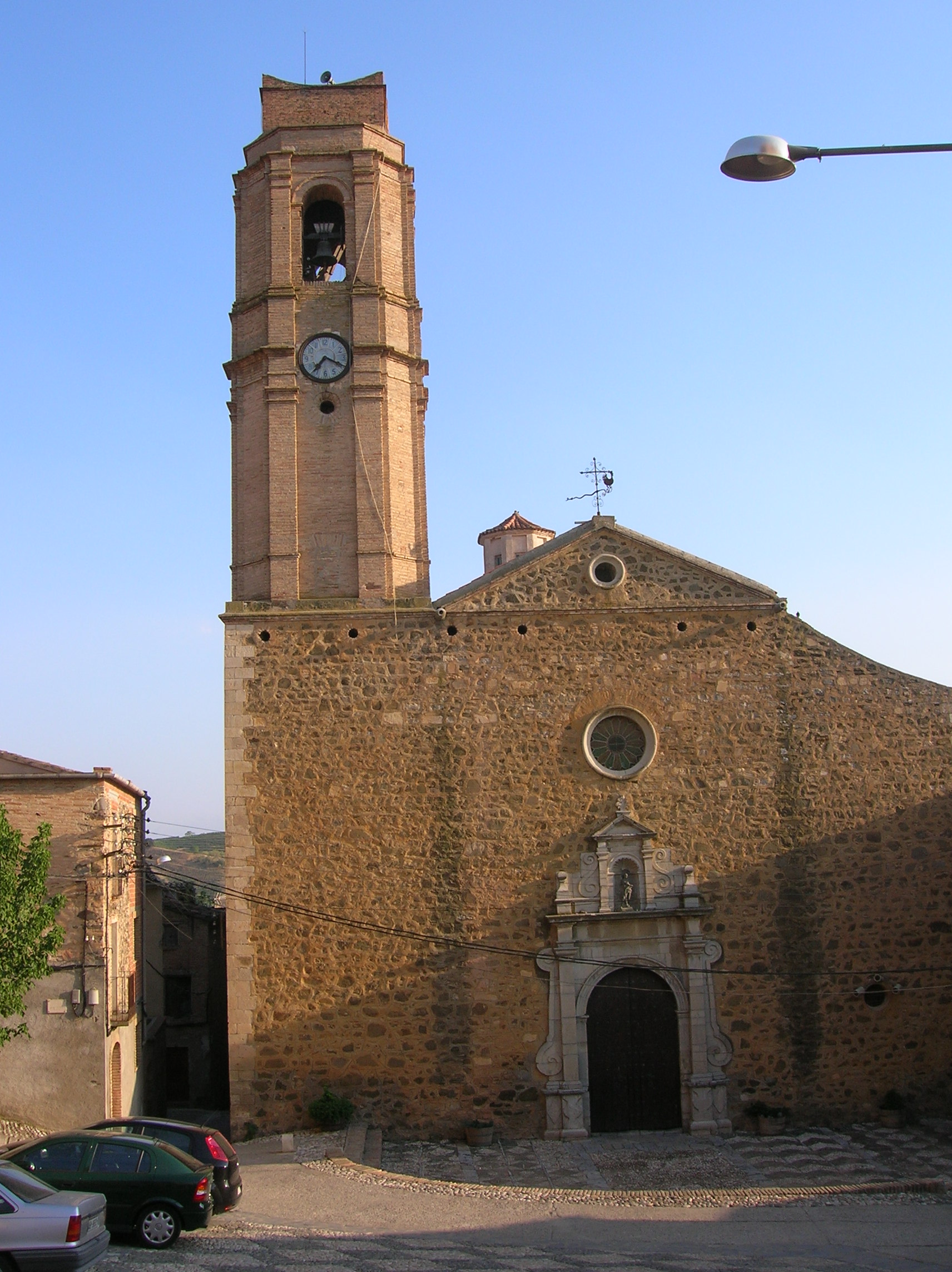
Laurentiuskirche
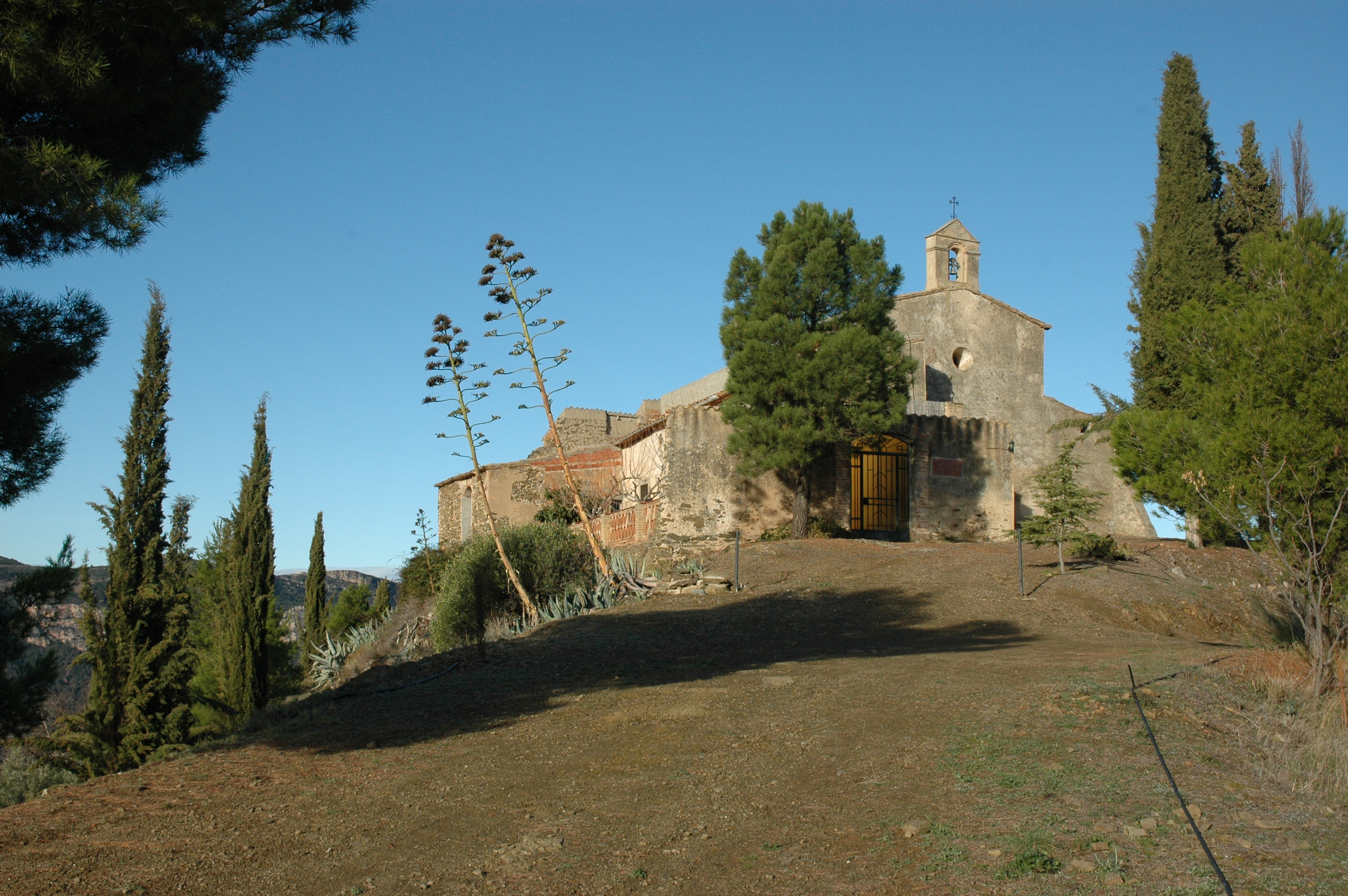
Marienkapelle

- Laurentiuskirche
- Marienkapelle